# Sulztal an der Weinstraße
Sulztal an der Weinstraße è una frazione di 126 abitanti del comune austriaco di Gamlitz, nel distretto di Leibnitz (Stiria). Già comune autonomo, il 1º gennaio 2015 è stato aggregato a Gamlitz.